# Jakob Melse
Jakob Melse (Meliskerke, 26 januari 1893 – Mariekerke, 9 september 1979) was een Nederlands politicus van de SGP.
Hij werd geboren als zoon van Leijn Melse (1866-1924, landbouwer) en Sina Minderhoud (1866-1936). Hij was landbouwersknecht en later landbouwer maar is ook langdurig actief geweest in de lokale politiek. Zo was Melse gemeenteraadslid en wethouder in Aagtekerke voor hij daar in 1962 benoemd werd tot waarnemend burgemeester. Nadat Aagtekerke in 1966 was opgegaan in de gemeente Mariekerke, kwam hij daar in de gemeenteraad. In de zomer van 1974, hij was toen al 81 jaar, verliet hij de politiek en was toen 25 jaar raadslid geweest waarvan 15 jaar als wethouder. Verder was Melse toen 34 jaar ouderling geweest van de gereformeerde gemeente. In 1979 overleed Melse op 86-jarige leeftijd.